# Le Retour (série télévisée)
Pour les articles homonymes, voir Le Retour.
Le Retour est un téléroman québécois en 138 épisodes de 45 minutes scénarisé par Anne Boyer et Michel d'Astous, diffusé du 2 octobre 1996 au 21 novembre 2001 sur le réseau TVA,.

## Synopsis
Madeleine refait surface après 23 ans d’absence. Maurice, son mari, a réussi, grâce à l’aide précieuse de sa sœur Rose, à élever ses trois enfants convenablement en leur assurant une bonne éducation et un équilibre de vie à peu près normal. Les enfants sont maintenant des adultes dans la trentaine et se sont efforcés d’oublier leur mère. Les retrouvailles sont-elles nécessaires après toutes ces années ?

## Fiche technique
- Réalisation : Roger Legault et Louise Forest
- Scénario : Anne Boyer et Michel d'Astous
- Société de production : JPL Production

## Distribution
- Angèle Coutu : Madeleine Beaulieu-Landry
- Julien Poulin : Maurice Landry
- Rita Lafontaine : Rose Landry
- Sophie Prégent : Marielle Landry
- Sylvie-Catherine Beaudoin : Catherine Landry
- Pierre Rivard : Julien Landry
- Yolande Roy : Yvonne Lebeau
- Benoît Girard : Armand Lebeau
- Jessica Barker : Josée Lebeau
- Claude Legault : Jean Caporucci
- Louise Latraverse : Maggie Caporucci
- Vincent Graton : Olivier Graham
- André Montmorency : Victor Hamelin
- Antoine Toupin : Vincent Hamelin
- Michel Laperrière : Bruno Hamelin
- Mirianne Brûlé : Pascale Hamelin
- Anouk Simard : Hélène Bertrand
- Yvan Canuel : Laurent Dostie
- André Robitaille : Samuel Sirois
- Donald Pilon : Gérald Villeneuve
- Diane Arcand : Dominique Audibert
- Éric Brisebois : Éric Dansereau
- Julie Surprenant : Susan Casey
- Marie-Andrée Corneille : Carole Dionne
- Christian Paul : Dan Armstrong
- Guy Nadon : Dr Denis Champagne
- Jacques Girard : André Paquin
- Valérie Gagné : Brigitte Paquin
- Monique Mercure : Rachel Paquin
- Marc Béland : Arthur Lizotte
- Marie Cantin : Jeanne Prévost
- Amulette Garneau : Lucille Germain
- Raymond Legault : Jacques Normandin
- Nancy Turgeon : Nancy Rodriguez
- Vanessa Couturier : Anne Paquin
- Hugo d'Astous : Michel Paquin
- Dominique Pétin : Élise Veilleux
- Manuel Tadros : Claudio Santos
- Michel Laprise : Fernand Cassistat
- Karen Elkin : Élizabeth Gagné
- Marjorie Nantel : Catherine à 13 ans
- Jacques Dupont : Gervais Landry
- Claude Lemieux : Martin Beaudry
- Carl Alacchi : Juan
- Jean Chen : associé de Claudio
- Nathaly Charrette : Rose à 16 ans
- Lawrence Arcouette : Maurice Landry, jeune
- Hélène Major : Mélanie St-Pierre
- Alexandrine Latendresse : Audrey
- Ève Beaudin : Martine Provencher
- Brigitte Morel : Marie Daviault
- Annick Bergeron : Louise Thibault
- Sylvain Savaria : Gilles Coulombe
- Gildor Roy : François Jourdain
- Phillip Cusson : Thomas
- Weifeng Tang : avocat asiatique
- Frank Fontaine : M. Graham
- Daniel Giroux : employé de la boulangerie
- Raymond Cloutier : Gilbert Thériault
- Caroline Claveau : Dr Bédard
- Yvon Dufour : prêtre
- Marcel Leboeuf : Robert Lebeau
- Pascale Létourneau : participante
- Nicolas Canuel : Laurent Dostie, années 50
- Jacqueline Magdelaine : infirmière Larose
- Monik Vincent : cliente au bar
- Astrid Denelle : infirmière
- Jean-Robert Bourdage : chauffeur de taxi
- Jeff Boudreault : déménageur
- Emmanuel Charest : Roger Forest

## Saisons
- Saison 1 : 26 épisodes
- Saison 2 : 26 épisodes
- Saison 3 : 26 épisodes
- Saison 4 : 26 épisodes
- Saison 5 : 26 épisodes
- Saison 6 : 8 épisodes

## Récompenses
- Prix Gémeaux 1999 et 2000 - Meilleure interprétation premier rôle féminin téléroman : Rita Lafontaine